# Кацлер, Винценц
Ви́нценц Ка́цлер (нем. Vinzenz Katzler; 6 октября 1823, Вена — 22 июля 1882, там же) — австрийский художник-график.

## Биография
В 1840—1844 годах Кацлер обучался в Венской академии художеств. 
С 1848 года работал над портретами и иллюстрациями, в частности, для периодических изданий «Figaro», «Kikeriki», «Hans-Jörgel» и «Leipziger Illustrierte». Особенно известен многочисленными ксилографиями и литографиями на исторические темы и по мотивам жизни народа в австрийской монархии.
С 1956 имя Кацлера носит улица в венском районе Зиммеринг.